# Josef Bille
Josef F. Bille (20 de septiembre de 1944 – 1 de julio de 2023) fue un físico alemán reconocido internacionalmente por sus contribuciones pioneras en el campo de la tecnología láser aplicada a la medicina, en particular el desarrollo del procedimiento LASIK (Laser-Assisted in Situ Keratomileusis), que transformó la cirugía ocular y mejoró la calidad de vida de millones de personas. A lo largo de su carrera, Bille solicitó más de 100 patentes, y su influencia abarcó tanto la investigación académica como la industria tecnológica, donde fundó varias empresas emergentes en Alemania y Estados Unidos.

## Primeros años y formación académica
Josef Bille nació en Neuenkirchen y se formó como físico en el Instituto de Tecnología de Karlsruhe (Karlsruher Institut für Technologie), donde completó su diploma y doctorado en 1970. Trabajó inicialmente como asistente científico en el Instituto de Física Aplicada (Institut für Angewandte Physik) de la misma universidad, y en 1973 obtuvo su habilitación, un logro que le permitió iniciar su carrera docente.

## Carrera en la industria y la academia
Entre 1974 y 1978, Bille trabajó en la empresa Hoechst AG en Frankfurt, una compañía química alemana. Durante este tiempo, se dedicó a investigar aplicaciones industriales de la física, lo que le brindó experiencia en la investigación aplicada, complementando su formación académica. Sin embargo, su mayor contribución a la ciencia vendría cuando asumió un cargo como profesor titular en la Universidad de Heidelberg (Ruprecht-Karls-Universität Heidelberg) en 1978. En Heidelberg, Bille continuó sus investigaciones en óptica y tecnología láser aplicada a la oftalmología. De 1986 a 1991, trabajó en la Universidad de California. 

## Desarrollo de LASIK y avances en la oftalmología láser
El mayor logro de Bille fue la invención del procedimiento LASIK, que patentó en 1988. LASIK, acrónimo de Laser-Assisted in Situ Keratomileusis, es un procedimiento quirúrgico que utiliza láser para corregir errores refractivos del ojo como la miopía, hipermetropía y el astigmatismo. Antes de la invención de LASIK, las cirugías oculares eran mucho más invasivas y ofrecían resultados menos precisos.
Bille desarrolló un método que utiliza un frente de onda, una técnica que mide con precisión las aberraciones ópticas del ojo mediante el uso de un sensor llamado aberrometro Shack-Hartmann. Esto permitió personalizar las cirugías de corrección visual para cada paciente, mejorando considerablemente los resultados. Gracias a su enfoque innovador, millones de personas en todo el mundo han podido corregir su visión sin depender de gafas o lentes de contacto.

## Innovaciones adicionales y tecnología láser de femtosegundo
Además de LASIK, Bille contribuyó al desarrollo de láseres de femtosegundo (Femtosekundenlaser), que mejoraron aún más la precisión en los procedimientos quirúrgicos. Los láseres de femtosegundo permiten crear el "flap" necesario para la cirugía de LASIK sin necesidad de un bisturí. Este avance no solo mejoró la seguridad de la cirugía, sino que también redujo el tiempo de recuperación de los pacientes.
Bille también trabajó en la aplicación de esta tecnología para la cirugía de cataratas (Kataraktchirurgie), ampliando el campo de la oftalmología láser más allá de LASIK y permitiendo el tratamiento de trastornos oculares en una población en envejecimiento. Estos avances han sido fundamentales para transformar la cirugía ocular en procedimientos menos invasivos y con mejores resultados.

## Creación de empresas y expansión comercial
Para llevar sus innovaciones al mercado, Bille fundó cinco empresas emergentes en Heidelberg y los Estados Unidos. Estas empresas contribuyeron a la creación de más de 1,000 empleos y generaron más de 300 millones de euros en ingresos anuales. Entre las más notables se encuentran compañías centradas en la comercialización de tecnologías láser para oftalmología, como Technolas Perfect Vision.
Bille también fue mentor de muchos de sus estudiantes de doctorado, muchos de los cuales fundaron sus propias empresas. Esto convirtió a Heidelberg en un centro importante de innovación tecnológica y consolidó el enfoque emprendedor de Bille, que veía la combinación de ciencia y negocio como esencial para lograr avances científicos.

## Patentes y estrategia de propiedad intelectual
A lo largo de su carrera, Bille solicitó más de 100 patentes, la mayoría de ellas relacionadas con la tecnología láser aplicada a la oftalmología. Estas patentes fueron cruciales para proteger sus invenciones y atraer capital de riesgo para financiar el desarrollo y comercialización de sus innovaciones. Bille consideraba que las patentes no solo eran una herramienta legal, sino también una parte integral de su estrategia empresarial para asegurar que sus descubrimientos llegaran al mercado global.
Su enfoque en la protección de la propiedad intelectual ayudó a transformar las innovaciones tecnológicas en productos médicos que se utilizan en todo el mundo. Las colaboraciones con empresas como Bausch & Lomb permitieron que las tecnologías desarrolladas por Bille se integraran en tratamientos oculares avanzados, como la corrección de la presbicia.

## Premios y reconocimientos
El trabajo de Bille fue ampliamente reconocido a nivel mundial. En 1999, fue galardonado con el Premio Alemán del Futuro (Deutscher Zukunftspreis), un premio otorgado a quienes realizan contribuciones significativas al avance tecnológico en Alemania. Además, en 2012, Bille recibió el prestigioso Premio al Inventor Europeo, otorgado por la Organización Europea de Patentes en reconocimiento a su trabajo en la tecnología láser aplicada a la oftalmología.

## Fallecimiento y legado
Josef Bille falleció el 1 de julio de 2023, a los 78 años. Su legado perdura a través de las tecnologías que desarrolló y las empresas que fundó, que continúan mejorando la vida de millones de personas alrededor del mundo. Su enfoque multidisciplinario, que combinaba ciencia, innovación tecnológica y espíritu emprendedor, lo convierte en una figura clave en la historia de la medicina moderna.
Bille no solo transformó la oftalmología con el desarrollo de LASIK, sino que también estableció las bases para futuras innovaciones en el uso de láseres en la medicina. Su trabajo sigue siendo una referencia en el campo de la cirugía ocular, y su enfoque visionario hacia la investigación y la comercialización de sus descubrimientos lo posiciona como uno de los científicos más influyentes de su generación.